# Stygiopontius regius
Stygiopontius regius is een eenoogkreeftjessoort uit de familie van de Dirivultidae. De wetenschappelijke naam van de soort is voor het eerst geldig gepubliceerd in 1996 door Humes.